# Cantón de Le Catelet
El cantón de Le Catelet era una división administrativa francesa, que estaba situada en el departamento de Aisne y la región de Picardía.

## Composición
El cantón estaba formado por dieciocho comunas:
- Aubencheul-aux-Bois
- Beaurevoir
- Bellenglise
- Bellicourt
- Bony
- Estrées
- Gouy
- Hargicourt
- Joncourt
- Le Catelet
- Lehaucourt
- Lempire
- Levergies
- Magny-la-Fosse
- Nauroy
- Sequehart
- Vendhuile
- Villeret

## Supresión del cantón de Le Catelet
En aplicación del Decreto n.º 2014-202, de 21 de febrero de 2014, el cantón de Le Catelet fue suprimido el 22 de marzo de 2015 y sus 18 comunas pasaron a formar parte del nuevo cantón de Bohain-en-Vermandois.